# ريتشارد جاي سايتس
ريتشارد جاي سايتس (بالإنجليزية: Richard J. Seitz)‏ هو عسكري أمريكي، ولد في 18 فبراير 1918 في ليفنوورث في الولايات المتحدة، وتوفي في 8 يونيو 2013 في جنكشن سيتي في الولايات المتحدة.